# Outhoumphone
Outhoumphone là một huyện (muang, mường) thuộc tỉnh Savannakhet ở hạ Lào .